# والتر بولك فيليبس
والتر بولك فيليبس (بالإنجليزية: Walter Polk Phillips)‏ هو برقياتي ‏ ومخترع أمريكي، ولد في 14 يونيو 1846 في غرافتون في الولايات المتحدة، وتوفي في 31 يناير 1920.